# 高機動無職ニーテンベルグ
『高機動無職ニーテンベルグ』（こうきどうむしょくニーテンベルグ）は、青木ハヤトによる日本の漫画。

## 概要
『月刊少年エース』（KADOKAWA）2014年12月号から2017年5月号まで連載。本作は、テレビアニメ『マクロスF』のコミカライズ、オリジナル作品『トラウマ量子結晶』に続く、青木ハヤトによる『月刊少年エース』の連載3作目となる。
日本と似た未来の「労働歴108年」という時代に、社畜という労働至上主義の軍事組織「強制就職（デスマーチ）軍」と、それに対抗する組織「無職同盟（リガ・ジョブレス）」の戦いを、人型ロボット兵器「WM（ワークマン）」や空中要塞などロボットものの要素や、労働用語をギャグに変化させて描き、独特な世界観を用いた作品となっている。また『機動戦士ガンダム』のパロディが多数あるのも特徴的である（ガンダムの主人公アムロもホワイトベース搭乗までは引きこもり気味だった）。。

## あらすじ
労働暦108年、労働に支配されていた世界。無職の少年・不働遊は、無職罪で強制労働軍に連行される最中、無色同盟に所属する美少女・ネル・ネラレルに導かれ、黒いワークマン（ロボット）・ニーテンベルグに乗ることになる。遊は社畜から解放される為、無職同盟に加わり、こうして、社畜に戦いを挑む。

## 登場人物

### 無職同盟（リガ・ジョブレス）
不働遊（ふどう　ゆう）
本作の主人公。高校中退の17歳。
高校を辞めてから引きこもっていたところ、デスマーチ軍により無職罪で捕まる。あやうく火星のテラフォーミングに従事させられそうだったところをネル・ネラレルたちに救われる。促されるまま、特別な能力を持ったN.E.E.T.（Next Evolution Exceed Type）にしか乗りこなせないワークマン・ニーテンベルグに乗り、敵のワークマンのガテンを撃破している。
パイロットとしての腕は高く、ワーカー・ホリック少佐からもたびたび賞賛されている。「戦うさ、働くくらいなら！」の台詞にも現れているように、働かないためならいかなる努力も惜しまない強い意志を持ち、義理を守ったり、女の子には手を上げないなど働くこと以外の良識は真っ当。ただ普段はゲームばかりしていたり、うるさいからと親を恫喝するなど、働かないことに関してはクズ。
なお会社に入社して働いた経験はある（前述の高校をやめて～と矛盾するが）。ただ入ったところは仕事を真面目にせず飲み会を中心にしているような所で、真面目に仕事をし、未成年で酒が飲めない遊は孤立。それを上司が協調性が無いと一方的に遊を悪者扱いとしたことも、仕事に対する反発の元となっている。
ネル・ネラレル
本作のヒロイン。戦艦リバティースを束ねる謎多き少女。
無職同盟においても一目置かれており、ワーカー・ホリック少佐もその存在を知っていたりと、その名は知れ渡っている。名前の通り一日12時間寝ているらしく、掃除の途中でも眠くなると帰ってしまう。（といっても冒頭部以外でそういった描写は少ない）
遊が拉致後運送されている中に居たが、他の面子の働きにより奪還し、遊も無職同盟に迎えられる。彼女も遊と同じくN.E.E.T.である。リバティースに来る前はニーテンベルグのパイロットをしていたが、その後は艦橋で指示を出していることが多い。
口調は丁寧で常に泰然として冷静。デスマーチの性質にも詳しく、和田社長の欺瞞をあっさりと暴く。実はオフトゥーン・デ・ネラレル共和国の姫。
シング
リバティースの乗組員。ワークマンパイロットの自称天才。遊に対抗心を燃やし、初対面から肩パンするなど激情的な性格で、ネルの親衛隊だと自称している。
ワークマン・バックレンベルグで出撃するたびに敵にやられているため、整備士からも怒られている模様。イケメンだが空気が読めなかったり掃除で張り切りすぎてゴミに突っ込んだりと残念な性格。
楓（かえで）
リバティースの乗組員。メガネ。牡丹とペアで行動するワークマンパイロット。彼女の搭乗するバックレンベルグには角がある。語尾に「ゴザル」を付ける癖がある。
腐女子であるが常識的な性格の持ち主でもあり、ケンカの仲裁など遊たちのリーダー的存在。ちなみにリバティース内の部屋には、かなりのオタグッズが詰め込まれている。
牡丹（ぼたん）
リバティースの乗組員。ゴスロリ。楓とペアで行動するワークマンパイロット。口癖は「それな」
腐女子であり、無口ながらも時々出る発言はヤバイものが多い。
山田（やまだ）
リバティースの艦長。
常にポテトチップスなどのお菓子を食べている肥満体。だが、艦長としては信頼されているようである。実際、本気で対応しなければならない事態には、食べている菓子を放り投げている。
プー
本作のマスコット。遊をクズ扱いした。
クーリア・クゥ
遊がワカホリに拉致された先で出会った強化社畜の少女。褐色の肌を持つ。
遊の退職（＝脱出）の手引きをし、彼を見送るが、後に敵となって立ちはだかる。しかし戦いの中で遊と心を通わせ、更に自分や妹達を当然のように使い潰そうとする和田社長の非道ぶりに憤慨し、デスマーチ軍と決別、リバティースに身を寄せることになる。
遊と同じくパイロットとしての腕は高く、ワークマン・ヘンシューザに搭乗する。

### 強制就職軍（デスマーチ軍）
ワーカー・ホリック少佐
デスマーチ軍のトップエリート。仮面の男。
他人の3倍のノルマをこなす仕事ぶりで、その社畜精神から若手社員の信頼も厚い。出撃の際に部下のオー・エルから、「四十八時間連続任務の直後に出撃なんてムチャです。せめて仮眠を」と促されても、「なぁに、二日寝てないくらいが一番体調がいいのさ」と応えるほどの社畜っぷり。常に栄養ドリンクを飲んでいる。
仮面は顔の傷を隠すため、身分を偽るため、パワーアップ用のヘッドギアのため装着している。仮面を取ると美形であり、部下にも後述のオー・エルを始めゴーグルを装着している者が多い。
愛称はワカホリであり、友人であるアイフォ・ジョブセンなどに呼ばれている。遊の事を「NEETの少年」と呼ぶ。個人の能力も前線指揮官としても傑出した能力を持つ上に、相当な人格者でもあり、非人道的な戦いなどはせず、条約等はしっかり守る。無職を五体満足で再就職させることを信条としており、パイロットにはダメージが行かないような攻撃をする、不殺主義である。オー・エルなど部下からは忠誠を尽くされ、リガ・ジョブレス側でもそういう点は信用されている。
搭乗機は専用のガテン。二刀流のプラズマチェーンソーと頭部のバルカンが特徴。近接戦闘ではガテンでニーテンベルグを圧倒するほど。後に専用機ザビザーンを与えられ、ニーテンベルグと互角の戦いを繰り広げる。
なお復讐のためには生きておらず、アイフォが死ぬように仕込んだりはしていない。サビザーンを含め乗機が赤色に塗装されているということもない。
オー・エル
デスマーチ軍のワーカー・ホリック少佐の部下の少女。バイザー型のゴーグルを着用。
常に部下に厳しい態度をとるが、ワカホリに対しては恋心とも言える信頼を抱いている。
ワイロー・マイナイ
デスマーチ軍の中尉。モヒカン。ワーカーの配下にあるが、人格的には粗暴・粗忽・粗悪と正反対。
遊達が中立地帯キョウトに停泊した際、他2人と共にモテナイことと仕事の辛さを無職に当たり散らす暴力を振るう。無論条約違反であり、ワーカーに止めさせられている。
矯正施設に居た遊を生死問わずの指名手配をいいことに抹殺しようとするが、クーリアの手助けにより逃走される。更にそれを追うも反撃され敗退。その屈辱とワーカーへの逆恨みを晴らすため、戦術級ワークマン「オンデ・マンド」を勝手に出撃させて遊もろともワーカーをも殺そうとするが、二人の共闘とニーテンベルグのモラトリアム・エンジン発動に敗れ、機体の爆発に巻き込まれる。
和田幹彦
デスマーチ軍日本支部の支部長で、部下などからは「社長」と呼ばれている。
一兵卒から成り上がった立身出世の人だが、自分以外全ての人を見下しており、目的達成のためならいかなる非人道的な手段も取る。死ぬまで働くことを会社への当然の奉仕をと考え、仕事に関して「できない」ということが大嫌いで、「できるまでやれ、死んでも達成しろ」と部下たちに強制する性格。
無職同盟の基地ハテルマを潰すため、基地内の非戦派を騙しクーデターを起こさせ、同時に王・ツボネから借りた強化社畜など大量の戦力を率いて侵攻。しかし成果の上がりが悪かったため、強化社畜を強制暴走させるが、そのためにクーリアの造反を招き、自らの搭乗する旗艦和田津民（ワダツミ）を撃破される。遊とクーリアを巻き添えにしようと体当たりを仕掛けるも、ワーカーのサビザーンにより阻止され、ステルベン・ジョブセンからの平社員降格通知を知らされる。

### オフトゥーン・デ・ネラレル共和国
アスハ・ネラレル
ネル・ネラレルの父親。一国の長でありながら（漫才的な意味で）ボケている。娘からは父様（おとん）と呼ばれている。
好物はたこ焼きである。
レム・ネラレル
ネル・ネラレルの母親。娘からは母様（おかん）と呼ばれている。
ネルがネラレル共和国に身を寄せた時に、108回目の建国式典でのネルの演説の後押しをした。

### その他
マッド博士
ニーテンベルグ及びニーテンベルグMk-IIを造った人物。
遊の事を一目置いている。
自らの専用機があったが、ニーテンベルグMk-IIの母体にした。

## WM（ワークマン）
ニーテンベルグ
本作の主人公不働遊の搭乗する漆黒の機体。
機体の操縦にはN.E.E.T.（Next Evolution Exceed Type）の特性を持った人間のみ出来、扱えるのは遊とネルだけである。
量産機バックレンベルグをベースに建造されており、同機と意匠が似通っている。
バックレンベルグと同程度の性能であるが、動力機関にモラトリアムエンジンが使用されており、特定の状況下になると起動し天文学的な性能を発揮する。
敵のワークマン・サビザーンとの戦いで大破し、後継機のニーテンベルグMk-IIにモラトリアムエンジンが移植される。
ニーテンベルグMk-II
大破したニーテンベルグに代わり、遊が乗り込む漆黒の後継機。
飛行形態「フォーゲルモード」に移行する事が出来、単独での大気圏の離脱が可能。
ニーテンベルグとは違い、制作者であるマッド博士の専用機をベースとして造られている為、意匠がかなり異なる。
ニーテンベルグからモラトリアムエンジンが移植されており、効率化がなされた結果か、巨大なカタールでブラックヴァイトを撃破した。
直後にサビザーンとの互角の戦闘になり大破するが、修復されて火星圏にてリガ・ジョブレスとしてデスマーチ軍からの不当な弾圧から民間人を救う事になる。
ヘンシューザ
クーリア・クゥの搭乗する機体。
元々デスマーチ軍の機体であったが、紆余曲折を経てパイロットと共に無職同盟に渡る。
クリアファイルフィールドにより敵の攻撃を防ぐ。
バックレンベルグ
無職同盟側の量産機。
汎用性が高く、現地改修も容易で、様々なパイロットから愛用されている。
性能は後述のガテンと同程度である。
製造された機体の内の一機が、マッド博士によってニーテンベルグとして改修される事になる。
サビザーン
ワーカー・ホリック少佐の駆る専用機。
トリコロールに塗装された機体で、ヒロイックな意匠をしている。
純粋なワンオフの高性能機として開発がなされており、量産機を改修したニーテンベルグを圧倒し、大破させた。
かなりの重量のある防御機構であるセーフティーコアが搭載されていない為、かなりの機動性を誇る。
ニーテンベルグMk-IIとの戦闘で大破し、その後の機体の去就は不明。
ガテン
デスマーチ軍の量産機。
汎用性が高く、戦闘用・作業用の機体が数多く存在する。
アップデートが幾度も行われており、月のデスマーチ軍の本拠地では最新鋭機のガテンの製造がおこなわれていた。
現地改修も行われており、各々のパイロットに合わせた機体も存在する。

## 用語
労働暦 （THE WORK ERA）
当作品世界の紀年法。
N.E.E.T.
Next Evolution Exceed Typeの略称で、特別な力を持った人間のことを指している。
作中に登場したN.E.E.Tは不動遊とネル・ネラレルの2名。
ワークマン（WM）
作中の人型兵器の総称。兵器と称されてはいるが、作業用も確認されている。ニーテンベルグを始め、このワークマンで戦闘を行っている。
「ユグドラシル協定」により戦闘はこのワークマンで行うことが決められている。戦闘機・戦車が何十機も作れるというほどの高いコストがかかるが、それだけに兵器の総数と戦場に出る人間が減り、戦死者数減にも貢献している。
セーフティーコア
現在のワークマンに標準搭載された、戦闘からパイロットを護る防御機構。これにより、戦闘でコクピットに直撃を受けてもパイロットは致命傷を負わずに済む。
かなりの重量があり、これが搭載されていないワークマン・サビザーンは高機動を誇っている。
ユグドラシル協定
激化する戦いを危惧した無職同盟と強制就職軍の間に結ばれた協定。
主な内容は「捕虜の引き渡し（引き渡された捕虜は1年以上は戦場に出られない）」「大量破壊兵器の使用禁止」「戦闘では人型兵器（＝ワークマン）以外の使用禁止」「実銃の対人使用禁止」。
この協定のおかげで戦死者数は1000分の1に減少した。
強化社畜
社畜になるために作られた人間であり、通常の人間よりも仕事ができて、3日は寝ずに働けて、働いていないと精神を保てない。
労働歴以前に作られた戦闘用強化兵の子孫であり、能力は高く、立派な社畜として大切に扱われている。
心臓の鼓動が常人より2倍速く、これにより通常以上のポテンシャルを発揮する。
崩壊大戦
労働歴以前に行われていた戦争の呼称。
無職同盟（リガ・ジョブレス）
無職によって組織された反デスマーチ軍組織。資金源などは謎だが、独自のワークマンなどを開発するなどそれなりの規模を誇る。
ちなみに給料などはないらしく、お小遣い制。
強制就職軍（デスマーチ軍）
無職を取り締まる軍。労働主義をかかげ、働かない者にはあらゆる手段を使うことを辞さない。
多くのワークマンを持つ一大勢力。
オフトゥーン･デ・ネラレル共和国
ネルの故郷であり、労働暦発祥の地。失業率ゼロの企業が多く、国民のほとんどが社畜と化しているが、ネルの演説により国政が変わりつつある。SSPSで国全体のエネルギーを賄っており、地球全土・世界各国にエネルギーを送っている。

## 書誌情報
- 青木ハヤト『高機動無職ニーテンベルグ』KADOKAWA〈カドカワコミックス・エース〉、全5巻
  1. 2015年4月25日発行、ISBN 978-4-04-102923-7
  2. 2015年10月25日発行、ISBN 978-4-04-103593-1
  3. 2016年5月26日発行、ISBN 978-4-04-104280-9
  4. 2016年11月26日発行、ISBN 978-4-04-105030-9
  5. 2017年5月26日発行、ISBN 978-4-04-105641-7